# گیوی ماکسیموویچ توخادزه
گیوی ماکسیموویچ توخادزه (۲۰ اکتبر ۱۹۲۲–۲۵ نوامبر ۲۰۱۰ (۸۸ سالگی)) بازیگر تئاتر و سینمای اتحاد جماهیر شوروی و گرجستان بود.
از فیلم‌هایی که وی در آنها بازی کرده می‌توان به فیلم رستم و سهراب اشاره نمود.